# Supersax
Supersax war eine 1972 gegründete neunköpfige Jazzband, die die Musik Charlie Parkers in harmonisierten Arrangements spielte.
Die Band wurde zunächst von den beiden Gründern, dem Saxophonisten Med Flory und dem Bassisten Buddy Clark (der bis 1975 dabei war), geleitet, anschließend alleine von Flory, der auch arrangierte. Supersax bestand neben der Rhythmusgruppe aus fünf Saxophonen (2 Tenor, 2 Alt, 1 Bariton) und Trompete oder Posaune. Die Saxophonisten spielten dabei die Parker-Soli „notengetreu“ (allerdings in harmonischen Sätzen), eigene Soli spielten sie nicht. Als originäre Solisten traten (auf den Platten) nur die jeweiligen Blechbläser hervor, u. a. der Trompeter Conte Candoli sowie die Posaunisten Frank Rosolino und Carl Fontana. Saxophonisten waren u. a. Warne Marsh (Gründungsmitglied), Bill Perkins (Gründungsmitglied), Jay Migliori (Tenor, der mit Flory die Idee für die Gründung hatte), Jack Nimitz (Gründungsmitglied, Bariton), Lanny Morgan (Alt). In den 1980er Jahren spielte die Band auch mit den „L.A. Voices“ (und nahm mit ihnen mehrere Platten auf).
1974 wurde Supersax für ihre erste Platte mit einem Grammy (Best Jazz Performance by a Group) ausgezeichnet.

## Diskographie
- Supersax Plays Bird (1972, Capitol) (mit u. a. „Ko-Ko“, „Parker’s Mood“, „Just Friends“, „Moose the Mooche“, „Night in Tunisia“), mit Conte Candoli, Med Flory, Joe Lopes (Alt), Warne Marsh, Jay Migliori, Jack Nimitz, Pianist Ronnell Bright, Buddy Clark und Schlagzeuger Jake Hanna
- Supersax Plays Bird, Volume 2: Salt Peanuts (1973, Capitol), mit u. a. Candoli, Fontana,
- Supersax plays Bird with Strings (1974, Capitol), mit u. a. Rosolino, Candoli, Lou Levy am Klavier
- Chasin the Bird (1977, MPS), mit u. a. Candoli und dem Trompeter Blue Mitchell, Rosolino
- Dynamite (1978, MPS), mit Candoli, Rosolino, Don Menza
- Supersax & L.A. Voices, Volume 1: (1983, Epic Sony)
- Supersax & L.A. Voices, Volume 2: (1984, Columbia)
- Supersax & L.A. Voices, Volume 3: Straighten Up and Fly (1986, Columbia)
- Stone Bird (1989, Columbia)
- The Joy of Sax (1990)
- Live in 75 (1998)
- Live in 75: Japanese Tour (1999)